# Fertilización interna

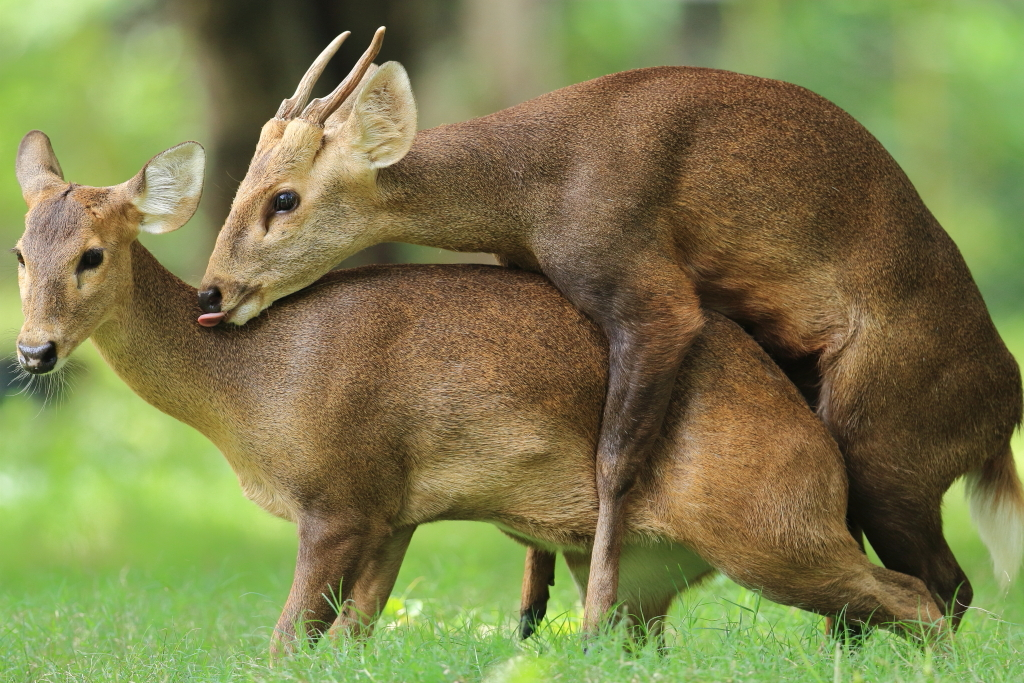
Primer plano de una pareja de ciervos apareándose. El pene del macho ha penetrado los genitales femeninos, abriendo el proceso a la fertilización interna.

La fecundación interna es la unión de un óvulo con un espermatozoide durante la reproducción sexual dentro del cuerpo femenino. La fertilización interna, a diferencia de su contraparte, la fertilización externa, trae más control a la hembra con la reproducción. Para que la fertilización interna ocurra, debe haber un método para que el macho introduzca el esperma en el tracto reproductivo de la hembra. En los mamíferos, reptiles y algunos otros grupos de animales, esto se hace mediante la cópula, un órgano intromitente que se introduce en la vagina o la cloaca. En la mayoría de las aves, se utiliza el beso cloacal, los dos animales presionan sus cloacas juntas mientras transfieren el esperma. Las salamandras, las arañas, algunos insectos y algunos moluscos realizan la fecundación interna transfiriendo un espermatóforo, un haz de espermatozoides, del macho a la hembra. Tras la fecundación, los embriones son depositados como huevos en los organismos ovíparos, o continúan desarrollándose dentro del tracto reproductivo de la madre para nacer más tarde como crías vivas en organismos vivíparos.

## Métodos de fertilización interna
La fecundación interna en los animales se realiza de las siguientes maneras:
- Cópula,[8] que implica la inserción del pene u otro órgano intromitente en la vagina (en la mayoría de los mamíferos) o en la cloaca en monotremas, la mayoría de los reptiles, algunas aves, la rana de cola y algunos peces, los dinosaurios desaparecidos, así como en otros animales no vertebrados.[3]
- El beso cloacal, que consiste en que los dos animales tocan sus cloacas juntas para transferir el esperma del macho a la hembra. Se utiliza en la mayoría de las aves y en el tuatara, que no tienen un órgano intromitente.[4]
- A través del espermatóforo, un capuchón que contiene esperma colocado por el macho en la cloaca de la hembra. Normalmente, el esperma (con espermatozoides) se almacena en el techo de la cloaca hasta que se necesita en el momento de la oviposición. Es utilizado por algunas especies de salamandras y tritones, por los arácnidos, algunos insectos y algunos moluscos.[9][10]
- En las esponjas, los espermatozoides se liberan en el agua para fertilizar los óvulos que en algunas especies también se liberan (fertilización externa) y en otras son retenidos por la "madre" (fertilización interna.[11]

## Expulsión
En algún momento, el huevo o la cría en crecimiento debe ser expulsado. Hay varios modos posibles de reproducción. Tradicionalmente se clasifican de la siguiente manera:
- Oviparidad, como en la mayoría de los insectos y reptiles, monotremas, dinosaurios y todas las aves que ponen huevos que continúan desarrollándose después de ser puestos, y que eclosionan más tarde.[12]
- Viviparidad, como en casi todos los mamíferos (como las ballenas, canguros y humanos) que tienen sus crías vivas. Las crías en desarrollo pasan proporcionalmente más tiempo dentro del tracto reproductivo de la hembra. Las crías son liberadas más tarde para sobrevivir por su cuenta, con cantidades variables de ayuda de los padres de la especie.[13]
- Ovoviviparidad, como en la serpiente de liga, la mayoría de las víboras, y la cucaracha gigante de Madagascar, que tienen huevos (con cáscara) que eclosionan al ser puestos, lo que hace que se asemeje a un nacimiento vivo[14]

## Ventajas de la fertilización interna
La fertilización interna permite:
- La elección de la pareja femenina, que le da a la hembra la capacidad de elegir su pareja antes y después del apareamiento. La hembra no puede hacer esto con la fertilización externa porque puede tener un control limitado de quién está fertilizando sus óvulos, y cuándo están siendo fertilizados.[1]
- Tomar una decisión sobre las condiciones de la reproducción, como el lugar y el tiempo.[15] En la fertilización externa una hembra sólo puede elegir el momento en que libera sus óvulos, pero no cuando son fertilizados. Esto es similar, en cierto modo, a la elección críptica de la hembra.
- Protección de los huevos en tierra firme.[16] Mientras que los animales ovíparos tienen un óvulo gelatinoso o una cáscara dura que encierra su huevo, los animales fertilizados internamente hacen crecer sus huevos y su descendencia dentro de ellos mismos. Esto ofrece protección de los depredadores y de la deshidratación en la tierra.[17] Esto permite una mayor posibilidad de supervivencia cuando hay una temperatura regulada y un zona protegida dentro de la madre.
- Se garantiza un desarrollo propicio

## Desventajas de la fertilización interna
- La gestación puede y añadirá riesgos adicionales para la madre.[18] Los riesgos adicionales de la gestación provienen de las demandas de energía extra.
- Junto con la fertilización interna viene la reproducción sexual, en la mayoría de los casos. La reproducción sexual tiene algunos riesgos también. Los riesgos de la reproducción sexual son las relaciones sexuales, son poco frecuentes y sólo funcionan bien durante el pico de fertilidad. Mientras que los animales que fertilizan externamente son capaces de liberar óvulos y espermatozoides, generalmente en el agua, sin necesidad de una pareja específica para reproducirse.[18]
- Se producen menos descendientes mediante la fertilización interna en comparación con la fertilización externa. Esto se debe tanto a que la madre no puede sostener y hacer crecer tanta descendencia como huevos, y la madre no puede proveer y obtener suficientes recursos para una mayor cantidad de descendencia.[19]

## Peces
Algunas especies de peces, como los guppies, tienen la capacidad de fecundar internamente, este proceso se produce cuando el macho inserta una aleta tubular en la abertura de la hembra y luego deposita el esperma en su tracto reproductivo. Hay otras especies de peces que son incubadores bucales, lo que significa que un pez pone los huevos en su boca para la incubación. Un cierto tipo de pez que es bucal se llama cíclido y muchos de ellos son bucales maternos. El proceso para esto es que la hembra ponga el huevo y lo recoja en su boca. Luego los machos animarán a la hembra a abrir la boca para poder fertilizar los huevos mientras está en la boca de la hembra. La fertilización interna en los peces cartilaginosos contiene el mismo origen evolutivo que los reptiles, aves y mamíferos que fertilizan internamente.

## Anfibios
La mayoría de los anfibios tienen fertilización externa, pero hay una excepción para algunos como las salamandras, que en su mayoría tienen fertilización interna. Las salamandras macho no tienen un pene para insertar y depositar el esperma dentro de las hembras. Su alternativa para eso consiste en una cápsula de esperma y nutrientes llamada espermatóforo. El macho depositará un espermatóforo en el suelo y la hembra lo recogerá con su cloaca (una abertura urinaria y genital combinada) y fertilizará sus óvulos con él. Con el tiempo, se ha descubierto que los anfibios evolucionan para aumentar la fertilización interna.  Hay una ventaja para los anfibios que se fertilizan internamente que permite la selección de un tiempo y un lugar para la reproducción.

## Aves
La especie masculina tiende a carecer de penes y utilizan su contacto cloacal que es el beso de los pájaros. Conectan sus cloacas y el macho transfiere el esperma a la cloaca de la hembra. Aunque la mayoría de los pájaros no tienen pene, algunas especies de pájaros, como los patos y los gansos, usan su pene para la fertilización interna.